# 王世爵 (岳池知縣)
王世爵（？年—？年），字錫天，號青谿，鑲黃旗漢軍人，由舉人，永寧縣赤水縣丞，乾隆二十三年十月署四川順慶府岳池縣知縣。是一位政治人物，明清時曾在四川順慶府岳池縣（位於今四川東北部，武周萬歲通天二年分南充、相如二縣置，是一個千年古縣）擔任官吏。